# Kenny Dennard
Kenneth Stephen "Kenny" Dennard ( King, Carolina del Norte; 18 de octubre de 1958) es un exjugador de baloncesto estadounidense que disputó tres temporadas en la NBA, además de jugar en la CBA y en la liga italiana. Con 2,03 metros de estatura, jugaba en la posición de ala-pívot.

## Trayectoria deportiva

### Universidad
Jugó durante cuatro temporadas con los Blue Devils de la Universidad de Duke, en las que promedió 9,0 puntos, 5,7 rebotes y 2,0 asistencias por partido. Posee todavía el récord de más robos de balón en un partido de su universidad, con los once que consiguió ante Maryland en 1979.

### Profesional
Fue elegido en la septuagésimo octava posición del Draft de la NBA de 1981 por Kansas City Kings, quienes en un principio no contaron con él, jugando con los Montana Golden Nuggets en la CBA hasta que fue reclamado mediada la temporada. Allí jugó 30 partidos en los que promedió 5,0 puntos y 4,4 rebotes.
Al término de la siguiente temporada, en la que contó con pocos minutos de juego, fue traspasado a los Denver Nuggets a cambio de una futura tercera ronda del draft (que resultó ser el All-Star Michael Adams). Jugó una temporada en la que apenas contó para su entrenador, Doug Moe, promediando 2,1 puntos y 2,3 rebotes por partido.
En 1984 se marchó a jugar al Montesacro Roma de la liga italiana, donde únicamente disputó 12 partidos en los que promedió 7,3 puntos y 10,1 rebotes.

## Estadísticas de su carrera en la NBA

### Temporada regular
| Temporada | Edad | Equipo            | Liga | P  | TIT | MIN  | TC  | TCA | %TC  | 3P  | 3PA | %3P  | TL  | TLA | %TL  | R.OF. | R.DEF. | REB | ASIS | ROB | TAP | PER | FP  | PTS |
| 1981-82   | 23   | Kansas City Kings | NBA  | 30 | 3   | 20.2 | 2.1 | 4.0 | .512 | 0.0 | 0.0 |      | 0.9 | 1.3 | .650 | 1.6   | 2.9    | 4.4 | 1.4  | 1.2 | 0.3 | 1.2 | 2.7 | 5.0 |
| 1982-83   | 24   | Kansas City Kings | NBA  | 22 | 0   | 10.2 | 0.5 | 1.5 | .324 | 0.0 | 0.0 |      | 0.3 | 0.4 | .667 | 0.9   | 1.5    | 2.4 | 0.3  | 0.7 | 0.0 | 0.2 | 1.2 | 1.3 |
| 1983-84   | 25   | Denver Nuggets    | NBA  | 43 | 0   | 9.6  | 0.8 | 2.3 | .364 | 0.1 | 0.2 | .300 | 0.3 | 0.6 | .625 | 0.9   | 1.5    | 2.3 | 1.0  | 0.5 | 0.2 | 0.7 | 1.9 | 2.1 |
| Total     |      |                   | NBA  | 95 | 3   | 13.1 | 1.1 | 2.7 | .429 | 0.0 | 0.1 | .300 | 0.5 | 0.8 | .644 | 1.1   | 1.9    | 3.0 | 1.0  | 0.8 | 0.2 | 0.7 | 2.0 | 2.8 |